# 706
706 (DCCVI na numeração romana) foi um ano comum do século VIII, do Calendário Juliano, da Era de Cristo, teve início a uma sexta-feira e terminou também a uma sexta-feira e a sua letra dominical foi C.
| ano completo                       |
| ---------------------------------- |
| Ano comum com início à sexta-feira |